# Kočići
Kočići is een plaats in de gemeente Višnjan in de Kroatische provincie Istrië. De plaats telt 18 inwoners (2001).